# Delias albertisi
Delias albertisi é uma borboleta da família Pieridae. Foi descrita por Charles Oberthür em 1880. É encontrada no reino Indo-malaio.
A envergadura é de cerca de 50 a 60 milímetros. Os adultos são facilmente distinguidos pela banda amarela na parte inferior dos membros posteriores.

## Subespécies
- Delias albertisi albertisi (Oeste de Irian: Montanhas Arfak)
- Delias albertisi albiplaga Joicey e Talbot, 1922 (oeste de Irian: Montanhas Weyland)
- Delias albertisi discoides Talbot, 1937 (Irian Jaya: Jayapura, Montanhas Cyclop)